# Mercy, Allier
Mercy är en kommun i departementet Allier i regionen Auvergne-Rhône-Alpes i de centrala delarna av Frankrike. Kommunen ligger  i kantonen Neuilly-le-Réal som ligger i arrondissementet Moulins. År 2022 hade Mercy 244 invånare.

## Befolkningsutveckling
Antalet invånare i kommunen Mercy
Referens: INSEE